# Marcel Pott
Marcel Pott (* 1946 nahe Köln) ist ein deutscher Journalist, Autor, Publizist sowie Rechtsanwalt und war lange Jahre als Nahost- und Islam-Experte bekannt. Er lebt in Bonn.

## Leben

### Familie und früherer Werdegang
Marcel Pott wurde 1946 als letztes von sechs Kindern in der Nähe von Köln geboren. Sein Vater war Rechtsanwalt am Oberlandesgericht in Köln. Marcel Pott studierte zunächst Politik, Geschichte und Philosophie. Dieses Studium brach er jedoch ab und begann ein Studium der Rechtswissenschaften. Während seines Studiums arbeitete er als freier Mitarbeiter beim Kölner Stadtanzeiger. Mitte der 1970er Jahre ging er als Rechtsreferendar nach New York, um bei den Vereinten Nationen ein Praktikum zu absolvieren. Im Anschluss daran arbeitete er in Köln und Paris als Anwalt.

### Journalist
Seit 1978 war er als politischer Redakteur beim WDR-Horfunk tätig. Seine ersten großen Berichterstattungen waren der Herstatt-Prozess sowie der Kurt-Lischka-Prozess in Köln. Er sah seine Zukunft aber im politischen Journalismus und als Auslandskorrespondent. Aus diesem Grund ging er 1982 als Kriegsberichterstatter nach Beirut, um von dort über den Libanonkrieg zu berichten. In den nächsten Jahren arbeitete er als Auslandskorrespondent in Beirut und Amman als Leiter des ARD-Hörfunkstudios. Hier verfasste er in Zusammenarbeit mit Renate Schimkoreit sein erstes Buch, das den Alltag, die Kultur und das politische Gefüge in Beirut und im Libanon behandelt. 1992 kehrte er nach Deutschland zurück und war bis 1997 leitender Redakteur des ARD-Fernsehstudios in Bonn.

### Autor und Publizist
1997 kehrte er für Recherchezwecke wieder nach Amman zurück und arbeitete als freier Autor und Publizist. Mittlerweile lebt Marcel Pott wieder in Deutschland. Neben der Veröffentlichung von Sachbüchern  tritt er als Experte im Fernsehen auf oder verfasst Kommentare für den Deutschlandfunk oder Zeitungen wie Die Zeit oder Aus Politik und Zeitgeschichte. Nebenbei hält er öfter Vorträge oder übernimmt Lehraufträge  an deutschen Universitäten.

## Veröffentlichungen
- Beirut – Zwischen Kreuz und Koran. (mit Renate Schimkoreit-Pott), Westermann, Braunschweig 1985, ISBN 3-07-508840-4
- Allahs falsche Propheten – Die arabische Welt in der Krise. Lübbe, Bergisch Gladbach 1999, ISBN 3-7857-0965-X
- Schuld und Sühne im gelobten Land. Kiepenheuer & Witsch, Köln 2002, ISBN 3-462-03137-6
- Der Nahost-Konflikt. Kiepenheuer & Witsch, Köln 2004, ISBN 3-462-03137-6
- Der Westen in der islamischen Falle – Von Jerusalem bis Teheran. Kiepenheuer & Witsch, Köln 2009, ISBN 978-3-462-03754-8.
- Der Kampf um die arabische Seele. Der steinige Weg zur arabischen Demokratie. Kiepenheuer & Witsch, Köln 2012, ISBN 978-3-462-04407-2.